# 北马鲁古省
北马鲁古省是印度尼西亚东部的一个省，辖境包括马鲁古群岛的北部。北马鲁古省的首府和最大城市是特尔纳特。2010年人口普查，北马鲁古省人口1,038,087，是印度尼西亚人口最少的省之一；最近的人口普查（2014年）估计，北马鲁古省人口增长达到1,141,561。
整个马鲁古群岛曾经是一个单独的省，1999年时分为两个省。马鲁古省北部的北马鲁古县、中哈马黑拉县和特尔纳特市合设北马鲁古省。宣布成立北马鲁古省的印度尼西亚1999年第46号法案中定索菲菲为首府。但是介于索菲菲基础设施欠缺，北马鲁古省2010年前以特爾納特為临时首府。2010年8月24日起，北马鲁古省行政中心迁至索菲菲。

## 历史
在16和17世纪，北马鲁古省的各岛被称为香料群岛，那时的北马鲁古是世界丁香的唯一来源地。荷兰、葡萄牙、西班牙还有包括特尔纳特和蒂多雷在内的的当地苏丹彼此攻伐以控制这些香料的厚利贸易。现在丁香树被传播种植到世界各地，对香料群岛的丁香需求也已停止，大大降低了北马鲁古地区的国际重要性。历史学家伦纳德•安达娅说，特尔纳特苏丹国与蒂多雷苏丹国的“二元”对抗是马鲁古群岛早期历史的主题。1663年西班牙人放弃了在马鲁古地区的殖民活动。此后荷兰逐渐控制了这一地区，后成为荷属东印度的一部分。第二次世界大战被日军占领，印度尼西亚独立后归属印尼。

## 地理
北马鲁古省的岛屿大部分都是火山岛，属热带雨林气候。哈马黑拉岛上有杜科诺火山，特尔纳特岛上的瓜马拉马火山一直在活跃，整个蒂多雷岛是一个复式火山。哈马黑拉岛、摩罗泰岛、奥比群岛、巴占群岛等岛屿被世界自然基金会称为“哈马黑拉雨林生态区”，并拥有许多独有的动植物物种，包括世界上體型最大的蜜蜂華勒斯巨蜂。在华莱士区有许多亚洲和澳大利亚生态区的过渡物种。森林的主要树木有桉纳士香属、坡垒属、娑罗属和青梅属。大部分剩余的森林生长在岛屿的山上，岛屿的沿海和低地在16世纪以来被清理以种植丁香树，特别是在特尔纳特岛和蒂多雷岛。

## 行政区划
北马鲁古省目前下辖2个市（Kota）和8个县（Kabupaten）。北马鲁古省的首府索菲菲并非独立的建制市，行政上仍由蒂多雷群岛市管理，北马鲁古省也是印尼四个首府不是市的省份之一，未来索菲菲将以蒂多雷群岛市在哈马黑拉岛上的四个区为范围建立行政城市。
| 中文名称 印尼文名称                      | 首府中文 首府印尼文                              | 面积（km2） | 人口 2010 普查 | 人口 2014 估计 | HDI 2014估计 | 盾徽 |
| ---------------------------------------- | ------------------------------------------------ | ----------- | -------------- | -------------- | ------------ | ---- |
| 特尔纳特市 Kota Ternate                  | 市政府位于 中特尔纳特区 Kecamatan Ternate Tengah | 111.39      | 185,705        | 204,215        | 0.771 （高） |      |
| 蒂多雷群岛市 Kota Tidore Kepulauan       | 市政府位于 蒂多雷区 Kecamatan Tidore             | 1,645.73    | 90,055         | 99,031         | 0.667 （中） |      |
| 西哈马黑拉县 Kabupaten Halmahera Barat   | 贾伊洛洛 Jailolo                                 | 1,704.20    | 100,424        | 110,434        | 0.620 （中） |      |
| 中哈马黑拉县 Kabupaten Halmahera Tengah  | 韦达 Weda                                        | 2,653.76    | 42,815         | 47,083         | 0.614 （中） |      |
| 东哈马黑拉县 Kabupaten Halmahera Timur   | 马巴 Maba                                        | 6,571.37    | 73,109         | 80,396         | 0.632 （中） |      |
| 北哈马黑拉县 Kabupaten Halmahera Utara   | 托贝洛 Tobelo                                    | 3,896.90    | 161,847        | 177,980        | 0.641 （中） |      |
| 南哈马黑拉县 Kabupaten Halmahera Selatan | 拉布哈 Labuha                                    | 8,148.90    | 198,911        | 218,738        | 0.603 （中） |      |
| 苏拉群岛县 Kabupaten Kepulauan Sula      | 萨纳纳 Sanana                                    | 9,632.00    | 85,215         | 145,734        | 0.601 （中） |      |
| 摩罗泰岛县 Kabupaten Pulau Morotai       | 达鲁巴 Daruba                                    | 2,476.00    | 52,697         | 57,950         | 0.583 （低） |      |
| 塔利亚布岛县 Kabupaten Pulau Taliabu     | 波本 Bobong                                      | 2,913.00    | 47,309         | #              | 0.573 (低)   |      |
| 合计                                     |                                                  | 31,982.50   | 1,038,087      | 1,141,561      | 0.651 (中)   |      |

# 新的塔利亚布岛县数据包含在苏拉群岛县中。

### 行政区划沿革
- 1999年时刚成立的北马鲁古省仅有1市（特尔纳特市）和2县（北马鲁古县和中哈马黑拉县）。
- 2003年，北哈马黑拉县、南哈马黑拉县和苏拉群岛县从北马鲁古县分出，北马鲁古县更名西哈马黑拉县；蒂多雷群岛市和东哈马黑拉县从中哈马黑拉县分出[8]。
- 2008年，摩罗泰岛县从北哈马黑拉县分出[9]。
- 2013年，塔利亚布岛县从苏拉群岛县分出[10]。

## 苏丹国
马鲁古群岛北部有四个苏丹国，在当地被称为Maluku kie raha（特尔纳特语：摩鹿加的四座大山）。虽然这些苏丹国已不再拥有任何政治权利，但是仍然作为文化的象征获得极大尊重。
- 特尔纳特苏丹国
- 蒂多雷苏丹国
- 巴占苏丹国
- 贾伊洛洛苏丹国

## 堡垒
北马鲁古省有许多城堡：
- 托鲁科堡（英语：Fort Tolukko），距离特尔纳特市中心3千米，由葡萄牙人在1540年建立，1610年被荷兰人修复，该建筑由海岩、沙、石为原料，以蛋作粘合剂
- 奥兰耶堡（英语：Fort Oranje (Ternate)）
- 卡拉马塔堡（英语：Fort Kalamata）
- 卡斯特拉堡（英语：Fort Kastela）
- Dever Lacting堡
- Kotanaka堡
- Bernaveld堡

## 人口
| 北马鲁古省宗教 | 北马鲁古省宗教 | 北马鲁古省宗教 | 北马鲁古省宗教 | 北马鲁古省宗教 |
| -------------- | -------------- | -------------- | -------------- | -------------- |
| 宗教           | 宗教           |                | 百分比         | 百分比         |
| 伊斯蘭教       | 伊斯蘭教       |                | 74.28%         | 74.28%         |
| 基督宗教       | 基督宗教       |                | 25.42%         | 25.42%         |

北马鲁古省大部分人信仰伊斯兰教逊尼派，四分之一的人信仰基督宗教。